# Ісмат Чугтаї
Ісмат Чугтаї (урду عصمت چغتائی, нар. 15 серпня 1915, Бадаюн, Британська Індія — пом. 24 жовтня 1991, Мумбаї, Індія) — індійська письменниця урду, що відома своїм неприборканим духом і запеклою феміністською ідеологією. Її називають великою дамою літератури урду, так як вона була одним з чотирьох стовпів сучасної літератури урду (решта троє — Саадат Хасан Манто, Крішан Чандар і Раджиндер Сінх Беді). Вона досліджувала жіночу сексуальність, аристократизм середнього класу країни, що розвивається, та інші конфлікти в сучасній Індії. Її відвертий і суперечливий стиль письма зробили її джерелом натхнення для наступного покоління письменників та інтелігенції.

## Біографія
Вона народилася у місті Бадаюн, що знаходиться у сучасному штаті Уттар-Прадеш, проте виросла, в основному, в Джодхпурі, де її батько працював державним службовцем. Вона була дев'ятою з десяти дітей (шість братів, чотири сестри), і так як її старші сестри вийшли заміж коли Ісмат була дуже молодою, тому її дитинство пройшло в компанії братів. Це фактор, який, в значній мірі, вплинув на відвертість її характеру і письмового стилю. Її брат, Мірза Азім Бег Чугтаї, що був вже сформованим письменником, був її першим учителем і наставником.
Освіту Ісмат отримала у Жіночому коледжі при Алігархському мусульманському університеті. У 1936 році, отримавши ступінь бакалавра, вона взяла участь в першому засіданні Асоціації прогресивних письменників в Лакхнау. Згодом, на додаток до ступеня бакалавра BA, вона отримала ступінь BEd (ступінь бакалавра в галузі освіти), ставши таким чином першою індійською мусульманкою, що отримала обидва ступені.
У 1941 році вона вийшла заміж за сценариста і режисера Шахіда Латіфа, який зняв такі фільми, як «Зідді» (1948) і «Арзу» (1950). 
Судовий процес, що відбувся у 1945 році, сам по собі привернув велику увагу ЗМІ та громадськості і приніс дуету недобру славу. Чугтай мала кращу репутацію в очах громадськості, заручившись підтримкою таких колег по Руху прогресивних письменників, як Маджнун Горакхпурі та Крішан Чандер. Незважаючи на це, вона ненавиділа висвітлення цього інциденту в ЗМІ, яке, на її думку, сильно вплинуло на її подальшу роботу: "[Ліхааф] приніс мені стільки недоброї слави, що я втомилася від життя. Це стало тією палицею, якою мене били, і все, що я писала після цього, було розчавлене під її вагою".
У них народилося дві дочки. Латіф помер в 1967 році. 

## Нагороди
- 1974: Ghalib Award: Terhi Lakeer[11]
- 1975: Filmfare Best Story Award: Garam Hawa (з Каїфі Азмі)
- 1982: Soviet Land Nehru Award[12]
- 1990 Iqbal Samman (Iqbal Award) Раджастанської академії урду 1989[12]

## Літературне життя
Оповідання Чугтаї відображають культурну спадщину регіону, у якому вона жила. Це особливо помітно в її розповіді «Священний обов'язок», де вона має справу із соціальним тиском в Індії, маючи на увазі певні національні, релігійні та культурні традиції.
Чугтаї була ліберальною мусульманкою, чия дочка і племінник були одружені з індуїстами. За її власними словами, вона походила з родини «індуїстів, мусульман і християн, які жили мирно». Вона говорила, що читала не тільки Коран, а й Гіту і Біблію.
У період найбільшого успіху, багато її робіт були заборонені в Південній Азії через їх реформістський і феміністський зміст, що заперечував ісламістські консервативні традиції (наприклад, на її думку, що головний убір нікаб, пригнічує права жінок і є лише феодальною традицією). Зараз її книги заборонені в ісламських країнах, таких як Пакистан і Бангладеш, на тій підставі, що її твори, які виступають за реформи в мусульманському суспільстві є «анти-мусульманськими».

### «Ліхааф»
Найвідомішою розповіддю Чугтаї є «Ліхааф» («Ковдра»), що опублікована в 1942 році в літературному журналі урду Адаб-і-Латіф. Зі звинуваченнями в непристойності Ісмат була викликана в суд у Лахорі в 1944 році, адже у творі вона розповідає про гомосексуальність у місті Алігарх. Чугтаї вирішила оскаржити це звинувачення, замість того, щоб вибачитися і виграла справу в суді. Її адвокат доказав, що не було ніяких конкретних посилань на гомоеротизм. Багато гнівних листів були направлені до редакції журналу, що звинувачують оповідання у богохульстві.

## Смерть
Ісмат Чугтаї померла в Мумбаї 24 жовтня 1991 року і була кремована в крематорії Чанданваді за її власним бажанням.

## Фільмографія
- Junoon– діалоги, актриса
- Мої Мрії (документальний фільм, 1975) — режисер
- Garam Hawa (1973) — автор сюжету
- Jawab Ayega (1968) — режисер
- Sone Ki Chidia (1958) — сценарист, продюсер
- Faraib (1953) — режисер
- Arzoo (1950) — сценарист, діалоги
- Ziddi (1948) — автор сюжету